# قاع الريم
قاع الريم هي إحدى البلدات اللبنانية من قرى قضاء زحلة في محافظة البقاع. تتميّز بنهر البردوني الذي ينبع من جبلها ويصب في مدينة زحلة.
المناخ الجبلي المسيطر على البلدة يؤثر على الإنتاج الزراعي والحياة البرية، فعلوّها عن سطح البحر بـ 1250 م يساهم بتميّزها في زراعة «الكرز» و«التفاح»، ويعتبر الكرز القاعريمي من أجود أنواع الكرز في الشرق الأوسط.

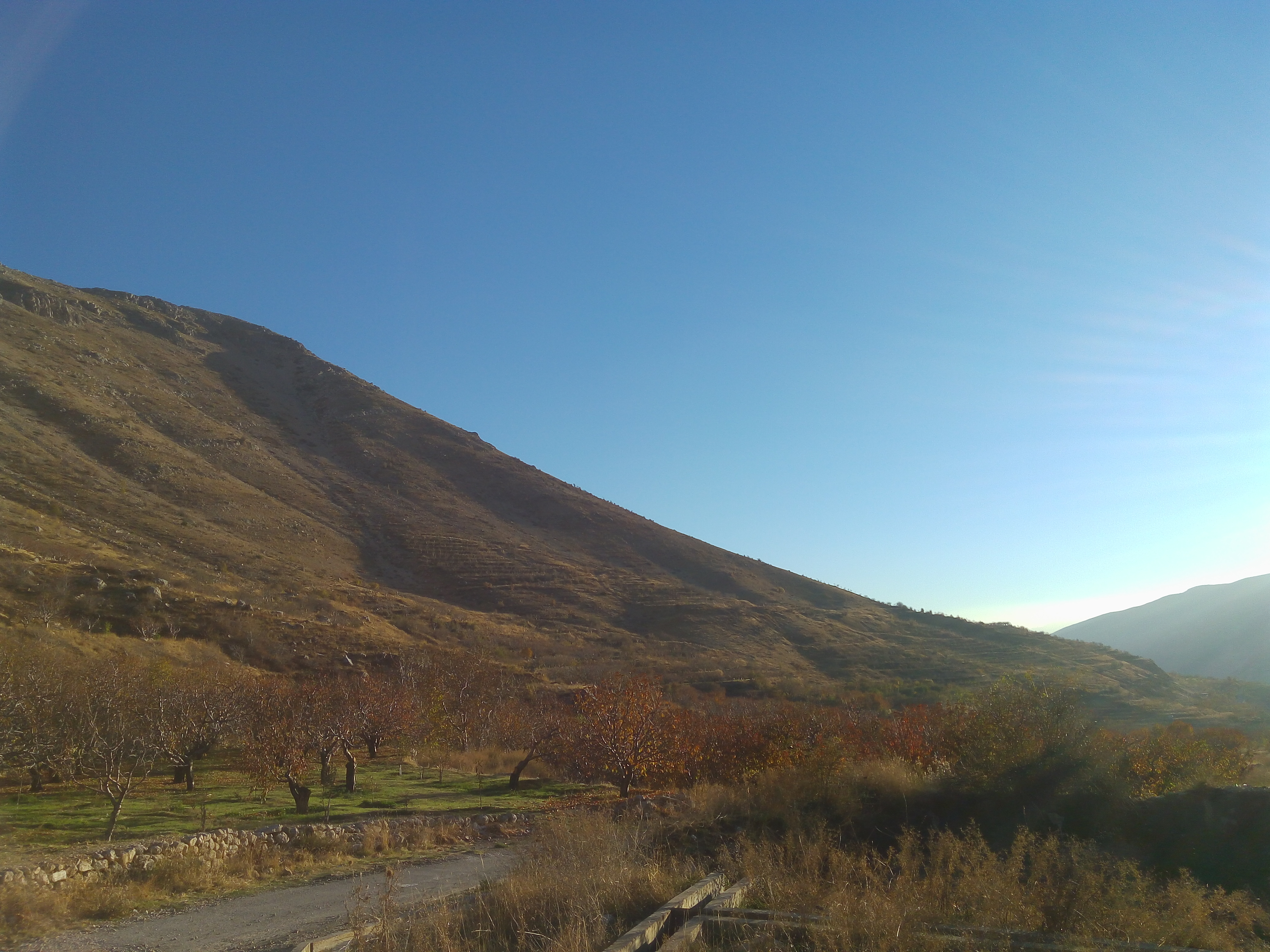
قاع الريم - الساقية

تبعد 58 كلم عن بيروت عاصمة لبنان. الطريق للوصول اليها:
- طريق زحلة - وادي العرايش - قاع الريم
- طريق زحلة - ضهور زحلة - حزرتا - قاع الريم

تمتد قاع الريم على مساحة 2997 هكتاراً (29.97 كلم²- 11.56842 مي²).
تتميّز بمصانع الألبان والأجبان التي يفوق عددها الـ10 مصانع، ومصنع «ميموزا»، شركة «مياه الريم»، شركة مياه «البردوني» وعرق البردوني.
| العائلات في قاع الريم | الطوائف والكنائس في قاع الريم |
| --- | --- |

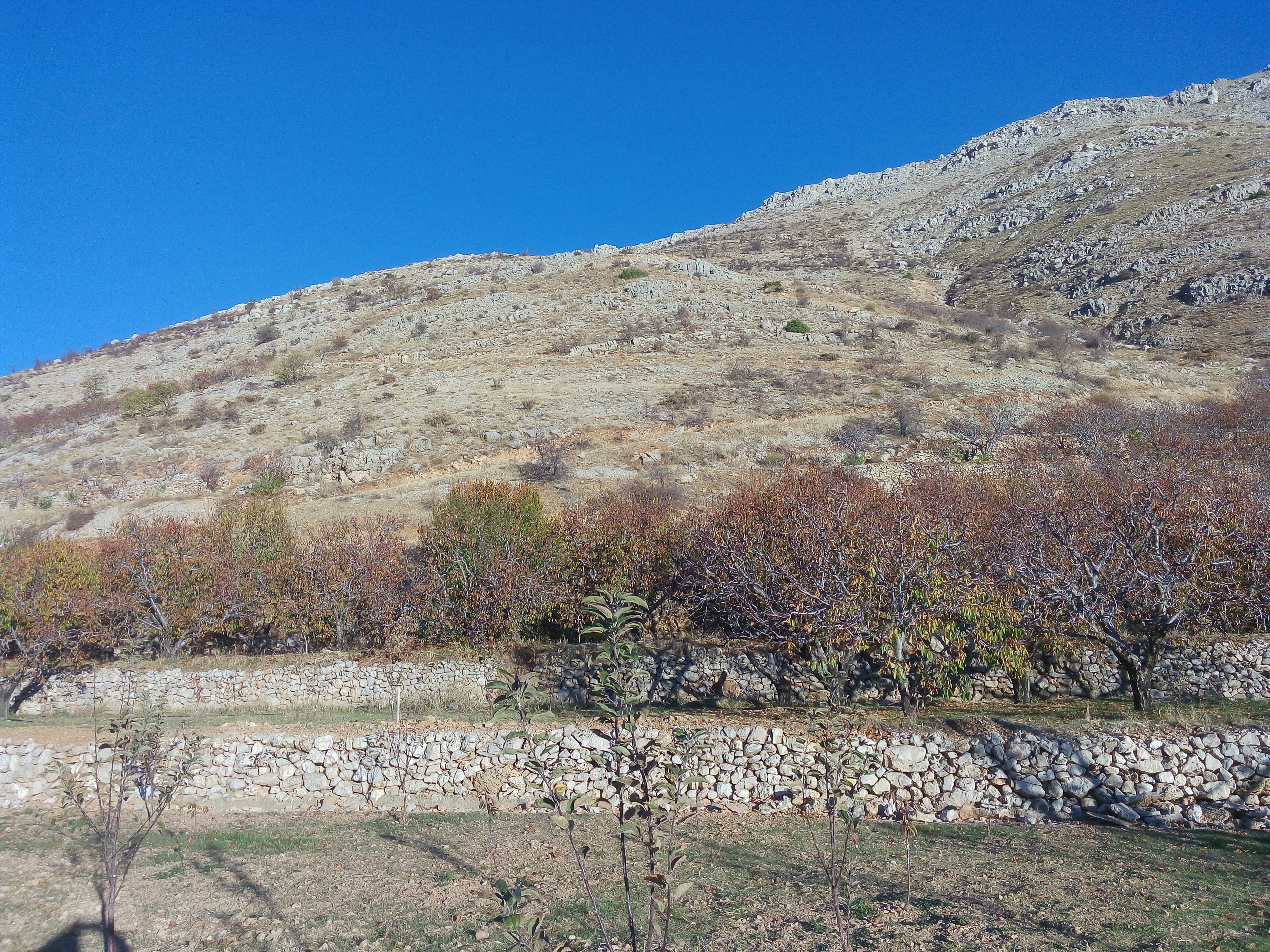
kaa el rim village

| - عائلة تنوري - عائلة صليبا - عائلة الرياشي - عائلة العلم - عائلة المزرعاني - عائلة المرّ - عائلة عازار - عائلة حبيقة - عائلة الكفوري - عائلة العقيقي - عائلة أبي اللمع | - موارنة - كنيسة القديس شربل - موارنة - كنيسة القديس روكس - روم كاثوليك - كنيسة سيدة النياح - روم ارثوذكس - كنيسة القديس جاورجيوس - روم ارثوذكس - كابيلّا النبي إيليّا |